# M2 motorway (Irland)

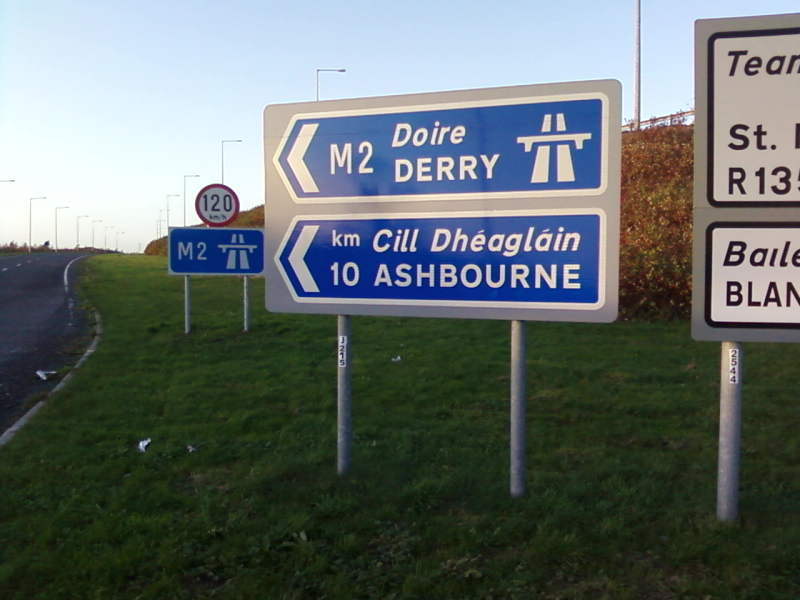
Wegweiser zum Motorway

Der M2 motorway (englisch für „Autobahn M2“, irisch Mótarbhealach M2) ist eine 12,5 km lange, nicht mautpflichtige hochrangige Straßenverbindung in der Republik Irland, die vom Dubliner Autobahnring M50 motorway über ein 4,1 km langes Verbindungsstück der Nationalstraße N2 nach Nordnordwesten Richtung Ardee und Carrickmacross führt; die N2 führt in Irland weiter nach Monaghan und überschreitet dann die Grenze zu Nordirland.